# زيروقى مفردة
زيروقى مفردة (الاسم العلمي:Glaucocystis simplex) هي نوع من الطحالب الزرقاء يتبع جنس الزيروقى من الفصيلة الزيروقات.